# Ditta Chevalier

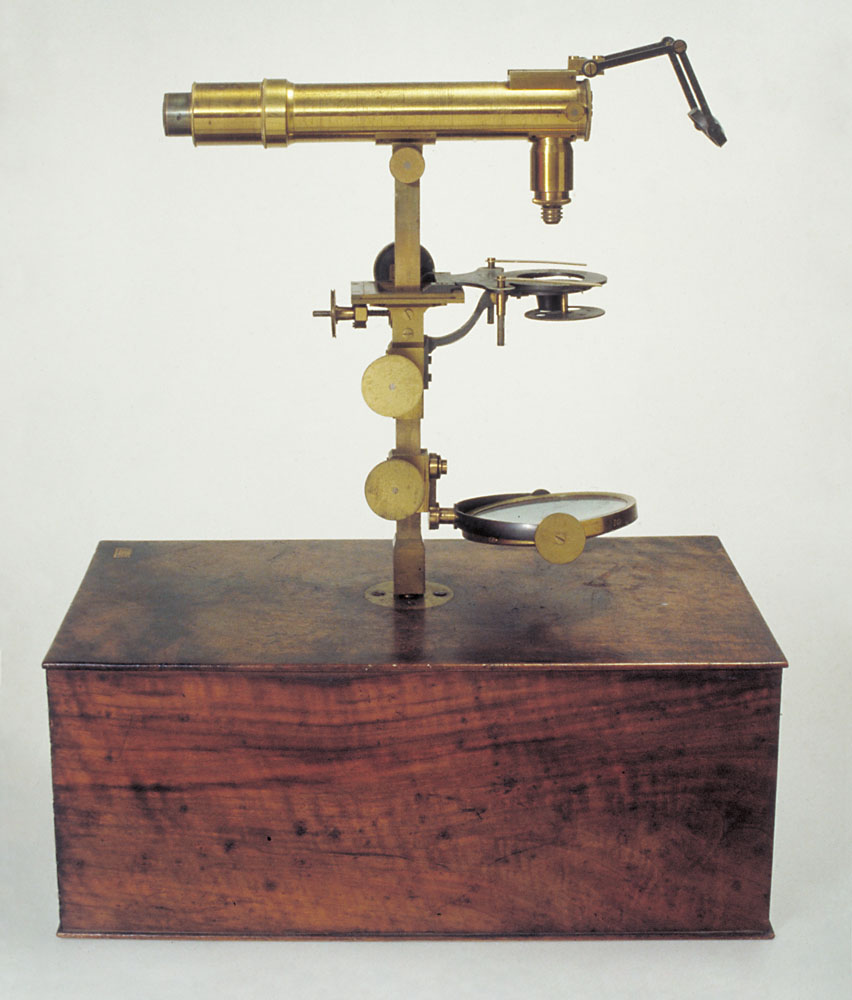
Microscopio composto di Giovan Battista Amici, prodotto dalla Chevalier e conservato al Museo Galileo di Firenze.

La ditta Chevalier è stata una bottega francese di strumenti scientifici.

## Storia
La dinastia francese degli Chevalier ebbe nell'Ottocento una famosissima ditta per la produzione di strumenti ottici (in particolare microscopi di buona qualità) le cui origini risalivano al XVIII secolo. I membri più importanti della dinastia furono Vincent Chevalier (1770-1841), suo figlio Charles (1804-1859) e suo nipote Arthur (1830-1874), che, oltre ad essere ottimi costruttori, introdussero in Francia innovazioni ideate all'estero. I microscopi Chevalier furono fra i primi in Francia ad essere dotati di obbiettivi acromatici. Charles fu inoltre fra i pionieri della fotografia e ideò vari tipi di lenti fotografiche, mentre Arthur, anch'egli fotografo, perfezionò le lenti per occhiali.